# Mancopsetta
Mancopsetta is een monotypisch geslacht van straalvinnige vissen uit de familie van de zuidelijke botten (Achiropsettidae).

## Soort
- Mancopsetta maculata (Günther, 1880)